# Mladen Gutesha
Mladen „Bobby“ Gutesha (eigentlich Mladen Guteša, serbokroatisch-kyrillisch Младен Гутеша; * 16. Dezember 1923 in Sarajevo; † 2. Dezember 2015 in Belgrad) war ein in Deutschland und der Schweiz lebender Orchesterleiter, Komponist und Arrangeur jugoslawischer Herkunft. Unter seinem richtigen Namen, aber auch unter den Pseudonymen Gert Bauer, Sonny Steffen und Chris Halmon komponierte er Stücke für Jazz- und Tanzorchester und den Film.

## Leben und Wirken
Gutesha lernte ab 1941 autodidaktisch Posaune und studierte fünf Jahre von 1945 bis 1949 Dirigieren am Konservatorium von Belgrad. Schon während seiner Studienzeit war er als Posaunist beim Belgrader Rundfunkorchester beschäftigt (1943) und außerdem in Wien und Triest. 1947 gründete er das große Jazz- und Tanzorchester von Radio Belgrad, das er bis 1953 leitete. Dann wanderte er nach Deutschland aus, wo er in der Gegend von Frankfurt am Main als Posaunist mit einer Jazz-Combo in US-Offizierclubs spielte. Hier kam er in Kontakt zu Benny Goodman und arrangierte mehrere Stücke für ihn. Gutesha arbeitete als Posaunist für Kurt Edelhagen und wurde zudem ein gefragter Arrangeur bei deutschen Rundfunkanstalten, wo er 1957 auch für Produktionen mit Miles Davis die Arrangements („Walkin'“ und „’Round Midnight“) schrieb. Außerdem arrangierte er für das Modern Jazz Quartet und Lee Konitz. Von 1955 bis 1958 war er Arrangeur beim Südfunk-Tanzorchester von Erwin Lehn. Der Süddeutsche Rundfunk übergab ihm die Leitung seines Studio-Orchesters. Er dirigierte unter anderem mehrere Aufnahmen, die Terje Rypdal, Naná Vasconcelos, Keith Jarrett und Jan Garbarek für das Label ECM zwischen 1974 und 1979 einspielten. 
In den 1960er Jahren war er auch als Filmkomponist tätig (z. B. die Kommissar X-Filme Kommissar X – Jagd auf Unbekannt und Kommissar X – In den Klauen des goldenen Drachen von Regisseur Gianfranco Parolini); insgesamt schrieb er die Musik für 60 Spielfilme. Weiterhin legte er Platten wie The Balkan in My Soul (SABA) und Rockin' Bach Dimensions (MPS 1973) vor. Im Münchener Trixi Tonstudio nahm er drei Produktionen mit derselben Rhythmusgruppe auf: Sigi Schwab, Eberhard Weber und Lala Kovacev arbeiteten mit Chris Hinze, Benny Bailey und Charlie Mariano/Ack van Rooyen zusammen; Gutesha ließ vorwiegend Kompositionen von seiner Hand einspielen. 1986 erhielt er einen Lehrauftrag für Musiktheorie an der Swiss Jazz School. 1988 zog er sich aus dem aktiven Musikleben zurück.

## Diskographische Hinweise
- Islands mit Benny Bailey, Sigi Schwab, Eberhard Weber, Lala Kovacev (Enja)
- Wide and Blue mit  Chris Hinze, Sigi Schwab, Eberhard Weber, Lala Kovacev   (EMI)
- Some Kind of Changes mit Charlie Mariano, Ack van Rooyen, Sigi Schwab, Eberhard Weber, Lala Kovacev (Calig)
- Metropolitan Sounds (1984) mit Thomas Stabenow, Joe Gallardo, Don Rader, Johannes Faber
- Strictly Instrumental (1989) mit Thomas Stabenow, Klaus Wagenleiter, Joe Gallardo, Johannes Faber

## Werke (Auswahl)
- Dalmatinische Pastelle für Orchester, 1964
- Drei Bagatellen für Fagott oder Tenor-Saxophon und Orchester (Jazz), 1964
- Slavistica, Divertimento Nr. 1 für Orchester, 1965
- Le Coeur de ma Mie nach einem romanischen Volkslied für Orchester, 1966
- Special Delivery für Tanzorchester (Ps. Gert Bauer), 1966
- Lemon Cream für Tanzorchester (Ps. Gert Bauer), 1966
- Blue Millie für Tanzorchester (Ps. Gert Bauer), 1966
- Ciello Argentato für Tanzorchester (Ps. Gert Bauer), 1966
- Sweet Millie für Tanzorchester, 1966
- Dreamy Boulevard für Tanzorchester, 1966
- Gestern war es nicht für Tanzorchester, 1966
- Eine kleine Funkmusik-Suite für Orchester, 1967
- Phantasia Rustica für Orchester, 1967
- Capricci Notturni, Suite für großes Orchester, 1968
- Concertino Balkanese für Orchester, 1968
- Balaton, Ungarische Phantasie für Orchester, 1971
- Bitolka, Mazedonisches Lied und Tanz für Orchester, 1971
- Mostar, Dance-Phantasy für Orchester, 1971
- Gipsy’s California-Romance für Orchester, 1972
- Hora Allegro, frei nach Hava Nageela für Orchester

## Filmografie (auswahl)
- 1966: Kommissar X – Jagd auf Unbekannt
- 1966: Kommissar X – In den Klauen des goldenen Drachen

## Lexikalische Einträge
- Jürgen Wölfer: Jazz in Deutschland. Das Lexikon. Alle Musiker und Plattenfirmen von 1920 bis heute. Hannibal, Höfen 2008, ISBN 978-3-85445-274-4.